# رشدی اشنطیح
رشدی اشنطیح (انگلیسی: Rochdi Achenteh؛ زادهٔ ۷ مارس ۱۹۸۸) بازیکن فوتبال اهل مراکش است.

## باشگاهی
از باشگاه‌هایی که در آن بازی کرده‌است می‌توان به باشگاه فوتبال پک زووله، باشگاه فوتبال ویلم دوم، و باشگاه فوتبال ویتس‌آرنهم اشاره کرد.

## تیم ملی
وی همچنین در تیم‌های ملی فوتبال زیر ۲۳ سال مراکش و مراکش بازی کرده‌است.